# Sabrina Santamaria
Sabrina Ashley Vida Santamaria (Los Angeles, 24 febbraio 1993) è una tennista statunitense.

## Biografia

### Origini
Proviene da una famiglia con ascendenze panamensi e filippine.

### College
Santamaria si è laureata in Relazioni Internazionali presso l'University of Southern California nel 2015. Durante la sua carriera collegiale, è stata la campionessa della NCAA Doubles Champion nel 2013 con Kaitlyn Christian, e nel frattempo era stata nominata Pac-12 Player of the Year e Doubles Team of the Year sempre nel 2013. Ha vinto una medaglia d'argento nel singolare durante i giochi di tennis alla XXVII Universiade disputati a Kazan', in RussiaN in finale è stata battuta dalla giapponese Sachie Ishizu. La tennista statunitense non figurava tra le teste di serie.

### Carriera
Sabrina Santamaria ha vinto 2 titoli in singolare e 16 titoli in doppio nel circuito ITF in carriera.
Il 20 giugno 2016 si è issata alla posizione 384 nel ranking WTA in singolare, mentre il 12 agosto 2019 ha raggiunto la posizione 53 dnel ranking WTA in doppio.
In doppio ha vinto tre titoli a livello WTA 125, oltre ad aver vinto tre titoli su nove finali nel circuito maggiore WTA.
Si è aggiudicata il Monterrey Open 2022 insieme alla connazionale Catherine Harrison, il Grand Prix SAR La Princesse Lalla Meryem 2023 con la russa Jana Sizikova e l'Open Rouen Métropole 2025 con la serba Aleksandra Krunić.
Nel circuito WTA 125 si è aggiudicata l'L'Open 35 de Saint-Malo 2021 con la connazionale Kaitlyn Christian, il WTA Mumbai Open 2024 con la slovena Dalila Jakupović e il Makarska Open 2024 con la bielorussa Iryna Šymanovič.

## Statistiche WTA

### Doppio

#### Vittorie (3)
| Legenda              |
| -------------------- |
| Grande Slam (0)      |
| Ori Olimpici (0)     |
| WTA Finals (0)       |
| WTA Elite Trophy (0) |
| Dal 2021             |
| WTA 1000 (0)         |
| WTA 500 (0)          |
| WTA 250 (3)          |

| N. | Data           | Torneo                    | Superficie      | Compagna           | Avversarie in finale            | Punteggio        |
| 1. | 6 marzo 2022   | Monterrey Open, Monterrey | Cemento         | Catherine Harrison | Han Xinyun Jana Sizikova        | 1-6, 7-5, [10-6] |
| 2. | 26 maggio 2023 | Marocco Open, Rabat       | Terra rossa     | Jana Sizikova      | Lidzija Marozava Ingrid Martins | 3-6, 6-1, [10-8] |
| 3. | 20 aprile 2025 | Open de Rouen, Rouen      | Terra rossa (i) | Aleksandra Krunić  | Irina Chromačëva Linda Nosková  | 6-0, 6-4         |

#### Sconfitte (6)
| Legenda               | Legenda      |
| --------------------- | ------------ |
| Grande Slam (0)       |              |
| Argenti Olimpici (0)  |              |
| WTA Finals (0)        |              |
| WTA Elite Trophy (0)  |              |
| Dal 2009 al 2020      | Dal 2021     |
| Premier Mandatory (0) | WTA 1000 (0) |
| Premier 5 (0)         | WTA 1000 (0) |
| Premier (0)           | WTA 500 (1)  |
| International (3)     | WTA 250 (2)  |

| N. | Data              | Torneo                                        | Superficie  | Compagna          | Avversarie in finale                 | Punteggio        |
| 1. | 3 marzo 2018      | Abierto Mexicano de Tenis, Acapulco           | Cemento     | Kaitlyn Christian | Tatjana Maria Heather Watson         | 5-7, 6-2, [2-10] |
| 2. | 28 aprile 2019    | Istanbul Cup, Istanbul                        | Terra rossa | Alexa Guarachi    | Tímea Babos Kristina Mladenovic      | 1-6, 0-6         |
| 3. | 28 settembre 2019 | Tashkent Open, Tashkent                       | Cemento     | Dalila Jakupovič  | Hayley Carter Luisa Stefani          | 3-6, 6(4)-7      |
| 4. | 21 marzo 2021     | St. Petersburg Ladies Trophy, San Pietroburgo | Cemento (i) | Kaitlyn Christian | Nadiia Kičenok Raluca Olaru          | 6-2, 3-6, [8-10] |
| 5. | 25 settembre 2022 | Korea Open, Seul                              | Cemento     | Asia Muhammad     | Kristina Mladenovic Yanina Wickmayer | 3-6, 2-6         |
| 6. | 5 gennaio 2025    | ASB Classic, Auckland                         | Cemento     | Aleksandra Krunić | Jiang Xinyu Wu Fang-hsien            | 4-6, 3-6         |

## Circuito WTA 125

### Doppio

#### Vittorie (3)
| N. | Data             | Torneo                            | Superficie  | Compagna          | Avversarie in finale               | Punteggio           |
| 1. | 9 maggio 2021    | Open 35 de Saint-Malo, Saint-Malo | Terra rossa | Kaitlyn Christian | Hayley Carter Luisa Stefani        | 7-6(4), 4-6, [10-5] |
| 2. | 11 febbraio 2024 | Mumbai Open, Mumbai               | Cemento     | Dalila Jakupovič  | Arianne Hartono Prarthana Thombare | 6-4, 6-3            |
| 3. | 8 giugno 2024    | Makarska Open, Macarsca           | Terra rossa | Iryna Šymanovič   | Nao Hibino Oksana Kalašnikova      | 6-4, 3-6, [10-6]    |

#### Sconfitte (3)
| N. | Data             | Torneo                            | Superficie  | Compagna           | Avversarie in finale                   | Punteggio   |
| 1. | 28 ottobre 2023  | Abierto Tampico, Tampico          | Cemento     | Heather Watson     | Kamilla Rachimova Anastasija Tichonova | 6(5)-7, 2-6 |
| 2. | 6 settembre 2024 | Guadalajara 125 Open, Guadalajara | Cemento     | Angelica Moratelli | Katarzyna Piter Fanny Stollár          | 4-6, 5-7    |
| 3. | 17 maggio 2025   | Parma Ladies Open, Parma          | Terra rossa | Tang Qianhui       | Jesika Malečková Miriam Škoch          | 2-6, 0-6    |

## Statistiche ITF

### Singolare

#### Vittorie (2)
| Torneo $100.000 (0) |
| Torneo $80.000 (0)  |
| Torneo $75.000 (0)  |
| Torneo $60.000 (0)  |
| Torneo $50.000 (0)  |
| Torneo $40.000 (0)  |
| Torneo $25.000 (0)  |
| Torneo $15.000 (1)  |
| Torneo $10.000 (1)  |

| N. | Data           | Torneo                                  | Superficie  | Avversaria in finale | Punteggio |
| 1. | 29 maggio 2016 | Varsavia Cup, Varsavia                  | Terra rossa | Deborah Chiesa       | 6-1, 6-4  |
| 2. | 2 aprile 2017  | Lyttos Beach ITF Pro Circuit, Heraklion | Terra rossa | Mira Antonitsch      | 6-2, 6-0  |

#### Sconfitte (1)
| Torneo $100.000 (0) |
| Torneo $80.000 (0)  |
| Torneo $75.000 (0)  |
| Torneo $60.000 (0)  |
| Torneo $50.000 (0)  |
| Torneo $40.000 (0)  |
| Torneo $25.000 (0)  |
| Torneo $15.000 (0)  |
| Torneo $10.000 (1)  |

| N. | Data           | Torneo              | Superficie  | Avversaria in finale | Punteggio |
| 1. | 28 luglio 2013 | Olaraga Cup, Rimini | Terra rossa | Alice Balducci       | 2-6, 1-6  |

### Doppio

#### Vittorie (14)
| Torneo $100.000 (2) |
| Torneo $80.000 (1)  |
| Torneo $75.000 (0)  |
| Torneo $60.000 (2)  |
| Torneo $50.000 (0)  |
| Torneo $40.000 (0)  |
| Torneo $25.000 (3)  |
| Torneo $15.000 (1)  |
| Torneo $10.000 (5)  |

| N.  | Data             | Torneo                                                          | Superficie  | Partner             | Avversarie in finale                     | Punteggio           |
| 1.  | 24 luglio 2010   | Women's Hospital Classic, Evansville                            | Cemento     | Brynn Boren         | Anastasija Charčenko Gabriela Paz        | 6–3, 6-4            |
| 2.  | 23 luglio 2011   | Women's Hospital Classic, Evansville                            | Cemento     | Brynn Boren         | Nadia Echeverría Alam Elizabeth Ferris   | 6-4, 4-6, [11-9]    |
| 3.  | 27 luglio 2013   | Olaraga Cup, Rimini                                             | Terra rossa | Kaitlyn Christian   | Giulia Gasparri Lisa Sabino              | 6-2, 6-1            |
| 4.  | 25 marzo 2016    | Open du Havre, Le Havre                                         | Cemento (i) | Bernarda Pera       | Georgina García Pérez Diāna Marcinkēviča | 6-2, 6-2            |
| 4.  | 23 maggio 2016   | Varsavia Cup, Varsavia                                          | Terra rossa | Emma Laine          | Jacqueline Cabaj Awad Deborah Chiesa     | 7-6(6), 6-0         |
| 6.  | 9 ottobre 2016   | USTA Challenger of Redding, Redding                             | Cemento     | Ema Burgić Bucko    | Julia Elbaba Bernarda Pera               | 6-3, 7-6(4)         |
| 7.  | 8 aprile 2017    | Bluesun Tucepi Open, Tučepi                                     | Terra rossa | Emma Laine          | Jana Jablonovská Sandra Jamrichová       | 6-3, 6-2            |
| 8.  | 10 giugno 2017   | Resortquest Pro Women's Open, Bethany Beach                     | Terra verde | Abigail Tere-Apisah | Sophie Chang Alexandra Mueller           | 6-4, 6-0            |
| 9.  | 29 ottobre 2017  | Tennis Classic of Macon, Macon                                  | Cemento     | Kaitlyn Christian   | Paula Cristina Gonçalves Sanaz Marand    | 6-1, 6-0            |
| 10. | 3 febbraio 2018  | Dow Corning Tennis Classic, Midland                             | Cemento (i) | Kaitlyn Christian   | Jessica Pegula Maria Sanchez             | 7-5, 4-6, [10-8]    |
| 11. | 24 febbraio 2018 | Rancho Santa Fe Open, Rancho Santa Fe                           | Cemento     | Kaitlyn Christian   | Eva Hrdinová Taylor Townsend             | 6(6)-7, 6-1, [10-6] |
| 12. | 12 maggio 2018   | Open GDF SUEZ de Cagnes-sur-Mer Alpes-Maritimes, Cagnes-sur-Mer | Terra rossa | Kaitlyn Christian   | Vera Lapko Galina Voskoboeva             | 2-6, 7-5, [10-7]    |
| 13. | 2 ottobre 2022   | Central Coast Pro Tennis Open, Templeton                        | Cemento     | Nao Hibino          | Sophie Chang Katarzyna Kawa              | 6-4, 7-6(4)         |
| 14. | 12 novembre 2022 | Calgary National Bank Challenger, Calgary                       | Cemento (i) | Catherine Harrison  | Kayla Cross Marina Stakusic              | 7-6(2), 6-4         |

#### Sconfitte (8)
| Torneo $100.000 (2) |
| Torneo $80.000 (0)  |
| Torneo $75.000 (0)  |
| Torneo $60.000 (3)  |
| Torneo $50.000 (1)  |
| Torneo $40.000 (0)  |
| Torneo $25.000 (1)  |
| Torneo $15.000 (1)  |
| Torneo $10.000 (0)  |

| N. | Data            | Torneo                                         | Superficie  | Partner            | Avversarie in finale               | Punteggio               |
| 1. | 30 ottobre 2016 | Tennis Classic of Macon, Macon                 | Cemento     | Keri Wong          | Michaëlla Krajicek Taylor Townsend | 6-3, 2-6, [6-10]        |
| 2. | 7 maggio 2017   | LTP Charleston Pro Tennis, Charleston          | Terra verde | Kaitlyn Christian  | Emina Bektas Alexa Guarachi        | 7-5, 3-6, [5-10]        |
| 3. | 16 marzo 2018   | Heraklion Hellenic Zeus Circuit, Heraklion     | Terra rossa | Emma Laine         | Anna Bondár Réka Luca Jani         | 5-7, 2-6                |
| 4. | 28 aprile 2018  | Wiesbaden Tennis Open, Wiesbaden               | Terra rossa | Cornelia Lister    | Hélène Scholsen Chanel Simmonds    | 3–6, 6–2, [8–10]        |
| 5. | 21 luglio 2018  | Berkeley Tennis Club Challenge, Berkeley       | Cemento     | Ellen Perez        | Nicole Gibbs Asia Muhammad         | 4-6, 1-6                |
| 6. | 11 maggio 2024  | Empire Slovak Open, Trnava                     | Terra rossa | Dalila Jakupovič   | Veronika Erjavec Tamara Zidanšek   | 4-6, 4-6                |
| 7. | 3 agosto 2024   | ITF World Tennis Tour Gran Canaria, Maspalomas | Terra rossa | Angelica Moratelli | Katarzyna Piter Fanny Stollár      | 4-6, 2-6                |
| 8. | 26 aprile 2025  | Oeiras CETO Open, Oeiras                       | Terra rossa | Aleksandra Krunić  | Francisca Jorge Matilde Jorge      | 7-6(7), 1-6, [0-1] rit. |